# Droga wojewódzka 471
Die Droga wojewódzka 471 (DW 471) ist eine 36 Kilometer lange Droga wojewódzka (Woiwodschaftsstraße) in der polnischen Woiwodschaft Großpolen, die Opatówek mit Dąbrowa verbindet. Die Strecke liegt im Powiat Kaliski und im Powiat Turecki.

## Streckenverlauf
Woiwodschaft Großpolen, Powiat Kaliski
-  Opatówek (DK 12)
- Szulec
- Sierzchów
- Janików
- Pietrzyków
- Koźminek (Kozminek)
- Tymianek
- Dębsko
- Lisków (Liszkow)
- Nadzież
- Małgów

Woiwodschaft Großpolen, Powiat Turecki
- Żdżary
- Głuchów
-  Dąbrowa (DK 83, DW 478)